# Castel Pradaglia
Castel Pradaglia è un castello medievale ormai in rovina che si trova nel comune di Isera in Provincia di Trento.

## Storia

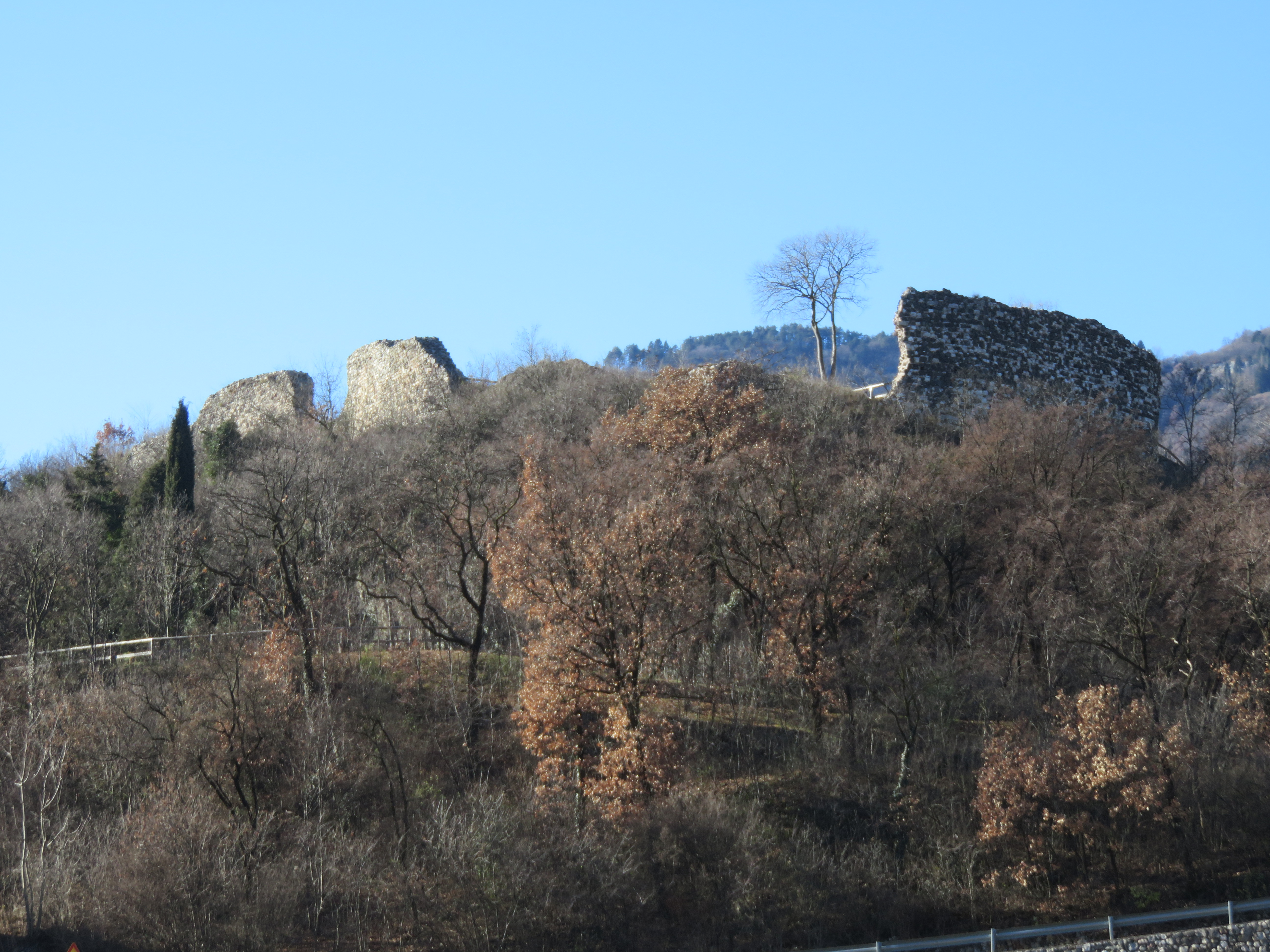
Castel Pradaglia visto da località Casette, Isera

La collina sulla quale sorge il castello è stata abitata fin dall'età del bronzo, come dimostrano i numerosi reperti archeologici rinvenuti, ed è quasi certo che la zona fu forticata già in epoca romana, come il non lontano Castel Lizzana, sull'altro versante della Vallagarina.
Originariamente feudo della famiglia omonima dei Da Pradaglia, alla loro estinzione passò sotto il controllo del principe vescovo di Trento che nel 1197 vi impose un suo gastaldo. In realtà, secondo alcuni documenti, anche altri poteri locali possedevano degli edifici all'interno delle mura di Castel Pradaglia come i Castelbarco e le comunità circonvicine, che ne dovevano curare la manutenzione.
Nel 1214 fu investito del castello Jacopo da Lizzana che in seguito si ribellò al potere vescovile, portando all'assedio e la riconquista del castello nel 1234. Dopo vari passaggi di mano, nel 1270 il maniero fu acquistato dai Castelbarco della linea di Rovione, che lo mantennero per circa un secolo, per poi cederlo ai Castelbarco di Lizzana. Nel 1416 fu raggiunto un accordo per la sua cessione al duca Federico IV d'Asburgo, ma ancora nel 1450 era nelle mani dei Castelbarco.
Fu assediato e distrutto dai veneziani durante la guerra contro gli Asburgo e i relativi possedimenti passarono al podestà di Rovereto. Proprio nell'ambito di questo scontro, Castel Pradaglia fu testimone di un evento celebre: nel 1487 vi si svolse infatti il duello tra Antonio Maria Sanseverino, figlio del condottiero dei veneziani, e il conte svevo Johann von Sonnenberg. Tale scontro viene ricordato come disfida di Pradaglia.
Dopo la guerra con Venezia il castello non fu più ricostruito e le sue rovine vennero usate per scopi agricoli.
Nel corso della prima guerra mondiale, vista la sua posizione strategica, il colle dove sorgono le rovine del castello fu fortificato dagli austriaci con la costruzione di alcune trincee, di cui rimangono evidenti tracce ancora oggi.
Nel 2011 il castello e la collina sono stati oggetto di vari lavori di restauro e valorizzazione a fini turistici.